# Индустриальный (Кривой Рог)
Индустриальный — жилой массив, микрорайон в Покровском районе города Кривой Рог Днепропетровской области.

## История
Заложен в конце 1970-х годов, развитие получил в 1980-х—1990-х годах. 

## Характеристика
Расположен в юго-восточной части Покровского района города на левом берегу реки Саксагань.
Длина 2300 м. Имеет 20 многоэтажных домов, в которых проживает 2200 человек. Территория заасфальтирована. Расположены детские учреждения, 2 магазина. Обслуживает 78-е отделение связи.
Рядом расположены станция скоростного трамвая «Индустриальная», Криворожский завод горного оборудования (бывший КЦРЗ).